# アスタナ・アリーナ
アスタナ・アリーナ （カザフ語: Астана Арена、ロシア語: Астана́ Аре́на）は、カザフスタン・アスタナにあるスタジアム。

## 概要
アスタナ・アリーナは2009年7月3日に落成。こけら落とし試合としてFCアスタナとU-21カザフスタン代表との親善試合が行われた。2011年に開催された冬季ア大会の開会式会場としても使用された他、サッカーの試合やコンサートなどの開催の実績を持っている。